# Edgewood (Texas)
Edgewood ist eine Stadt im Osten von Texas, USA, ca. 60 km östlich von Dallas. Edgewood befindet sich im Van Zandt County und erstreckt sich über eine Fläche von 3,5 km2. Das U.S. Census Bureau hat bei der Volkszählung 2020 eine Einwohnerzahl von 1.530 ermittelt.
Die Bevölkerung betrug im Juli 2005 1451. Davon waren 609 (45,2 %) männlich und 739 (54,8 %) weiblich. Die Mehrheit der Einwohner ist weiß (85,4 %); 8,5 % sind Afroamerikaner. Die restlichen 6,1 % verteilen sich auf Mexikaner (4,5 %), Indianer (1,3 %) oder Menschen gemischter Herkunft (4 %).

## Schule

### Sport
In Edgewood gibt es eine Grundschule mit 213 Schülern, eine Mittelschule mit 190 und eine Highschool mit 300 Schülern. Das Golfteam der Schule (die Bulldogs) gewann 2006 und 2007 die State-Championship. Auch andere Sportteams waren erfolgreich. Das Basketballteam der „Dogs“ gewann 1989 die State-Championship. Im Basketballteam von 1989 war Jay Jameson selbst noch aktiv. Er ist heute der Head Coach des Basketball teams. Dieses Jahr ist das Volleyball dem der Dog-girls in die Play-offs eingezogen und spielt um den wichtigsten Titel für amerikanische High-School-Volleyballspielerinnen mit.

### High School Band
Die Edgewood High School mighty Bulldog band steht unter der Leitung von Scott Janzen.
Der Sohn des bekannten Eldon Janzen dem langjährigen Banddirektor der Arkansaw Razoback Marching Band.